# 淡嘴火雀
淡嘴火雀（学名：Lagonosticta landanae）是梅花雀科火雀属的一种，生活于中部非洲。其全球活动范围有100,000平方千米。分布于安哥拉、刚果共和国、刚果民主共和国。该物种的保护状况被评为无危。